# Yank Barry
Yank Barry (né Gerald Barry Falovich le 29 janvier 1948) est un musicien et homme d'affaires canadien,,. Il est le fondateur et CEO de VitaPro Foods (en), une compagnie qui produit une protéine végétale texturée appelée ProPectin et utilisée notamment dans des substituts de viande. Il est également le fondateur de la fondation caritative charity Global Village Champions.

## Jeunesse
Barry naît à Montréal, au Canada, en 1948 d'Arthur Falovitch et de Ruth Falovitch-Pickholtz (née Reznick). Il a cinq frères et sœurs et grandit dans la communauté juive de Montréal,.

## Carrière musicale
De 1966 à 1968, Barry est chanteur et bassiste pour The Footprints. Le groupe musical lance trois single sous la bannière de Columbia et Capitol Records avant de se séparer.
Entre 1968 et 1970, Barry est le principal chanteur d'un groupe faisant une tournée de la Côte Est des États-Unis sous le nom de The Kingsmen et qui joue la musique du groupe original.
En 1971, Barry enregistre l'opéra-rock The Diary of Mr. Gray afin de lever des fonds pour la prévention de la toxicomanie. En 1972, il dirige un label discographique financé par John Royden McConnell.
Barry écrit la chanson Christmas Time Again, qui sera enregistrée en 1977 par Engelbert Humperdinck sur son album Christmas Tyme.
En 1979, il produit en partie des prestations montréalaises de Let My People Come (en).
En 1989 ou 1990, il développe VitaPro, à partir d'une initiative sud-africaine.

## Justice
En 1982, Yank Barry est condamné pour extorsion et conspiration contre John Royden McConnell, et passe 10 mois en prison sur une condamnation de 6 ans.

## Vie privée
Barry est marié en secondes noces à Yvette Barry et réside aux Bahamas,,. Il a été préalablement marié à Daveda M. Kert, avec qui il a au moins une fille, Lelanea Anne Barry, décédée en 2004,.